# Mistrovství Evropy ve fotbale hráčů do 21 let 2000
Mistrovství Evropy ve fotbale hráčů do 21 let 2000 bylo 12. ročníkem tohoto turnaje. Vítězem se stala italská fotbalová reprezentace do 21 let. Turnaj také sloužil jako kvalifikace na olympijský turnaj 2000 v Sydney, kam se kvalifikovaly čtyři nejlepší celky. Hrálo se na čtyřech stadionech: byly to bratislavské stadiony Pasienky a Tehelné pole, trenčínský štadión na Sihoti a trnavský stadion Antona Malatinského.

## Kvalifikace
Hlavní článek: Kvalifikace na Mistrovství Evropy ve fotbale hráčů do 21 let 2000
Celkem 47 týmů bylo v kvalifikaci rozlosováno do devíti skupin po pěti, resp. šesti týmech. Ve skupinách se utkal každý s každým doma a venku. Vítězové skupin a sedm nejlepších ze druhých míst se utkali v baráži systémem doma a venku o osm míst na závěrečném turnaji.

## Základní skupiny
|  | Tým postoupil do finále.            |
|  | Tým postoupil do zápasu o 3. místo. |

### Skupina A
| Tým        | Z | V | R | P | VG | IG | +/- | B |
| ---------- | - | - | - | - | -- | -- | --- | - |
| Česko      | 3 | 2 | 1 | 0 | 8  | 5  | +3  | 7 |
| Španělsko  | 3 | 1 | 2 | 0 | 2  | 1  | +1  | 5 |
| Nizozemsko | 3 | 1 | 0 | 2 | 3  | 5  | -2  | 3 |
| Chorvatsko | 3 | 0 | 1 | 2 | 4  | 6  | -2  | 1 |

| 27. května 2000 |        |                              |                                                                      |
| Chorvatsko      | 1:2    | Nizozemsko                   | Stadion Antona Malatinského, Trnava rozhodčí: Stéphane Bre (Francie) |
| Miladin 20'     | Report | van Bommel 42' Hesselink 83' | Stadion Antona Malatinského, Trnava rozhodčí: Stéphane Bre (Francie) |

| 27. května 2000 |        |           |                                                                    |
| Španělsko       | 1:1    | Česko     | Štadión na Sihoti, Trenčín rozhodčí: Leslie Irvine (Severní Irsko) |
| Luque 90'       | Report | Došek 55' | Štadión na Sihoti, Trenčín rozhodčí: Leslie Irvine (Severní Irsko) |

| 29. května 2000                 |        |             |                                                             |
| Česko                           | 3:1    | Nizozemsko  | Štadión na Sihoti, Trenčín rozhodčí: Selearajen Subramaniam |
| Jankulovski 28' Jarolím 54' 82' | Report | Lurling 17' | Štadión na Sihoti, Trenčín rozhodčí: Selearajen Subramaniam |

| 29. května 2000 |        |            |                                                                       |
| Španělsko       | 0:0    | Chorvatsko | Stadion Antona Malatinského, Trnava rozhodčí: Valentin Ivanov (Rusko) |
|                 | Report |            | Stadion Antona Malatinského, Trnava rozhodčí: Valentin Ivanov (Rusko) |

| 1. června 2000 |        |                  |                                                                         |
| Nizozemsko     | 0:1    | Španělsko        | Stadion Antona Malatinského, Trnava rozhodčí: Dieter Schoch (Švýcarsko) |
|                | Report | Miguel Angulo 5' | Stadion Antona Malatinského, Trnava rozhodčí: Dieter Schoch (Švýcarsko) |

| 1. června 2000                                    |        |                        |                                                                  |
| Česko                                             | 4:3    | Chorvatsko             | Štadión na Sihoti, Trenčín rozhodčí: Karl-Erik Nilsson (Švédsko) |
| Došek 42' (pen.) Baroš 56' Petrouš 62' Sionko 80' | Report | Šerić 4' Tudor 59' 87' | Štadión na Sihoti, Trenčín rozhodčí: Karl-Erik Nilsson (Švédsko) |

### Skupina B
| Tým       | Z | V | R | P | VG | IG | +/- | B |
| --------- | - | - | - | - | -- | -- | --- | - |
| Itálie    | 3 | 2 | 1 | 0 | 6  | 2  | +4  | 7 |
| Slovensko | 3 | 2 | 1 | 0 | 5  | 2  | +3  | 7 |
| Anglie    | 3 | 1 | 0 | 2 | 6  | 4  | +2  | 3 |
| Turecko   | 3 | 0 | 0 | 3 | 2  | 11 | -9  | 0 |

| 27. května 2000        |        |            |                                                                    |
| Slovensko              | 2:1    | Turecko    | Štadión Pasienky, Bratislava rozhodčí: Karl-Erik Nilsson (Švédsko) |
| Greško 6' Čišovský 68' | Report | Dursun 63' | Štadión Pasienky, Bratislava rozhodčí: Karl-Erik Nilsson (Švédsko) |

| 27. května 2000                |        |        |                                                             |
| Itálie                         | 2:0    | Anglie | Tehelné pole, Bratislava rozhodčí: Herbert Fandel (Německo) |
| Comandini 24' Pirlo 45' (pen.) | Report |        | Tehelné pole, Bratislava rozhodčí: Herbert Fandel (Německo) |

| 29. května 2000                                                       |        |         |                                                           |
| Anglie                                                                | 6:0    | Turecko | Tehelné pole, Bratislava rozhodčí: Stéphane Bre (Francie) |
| Lampard 27' Jeffers 45' Carl Cort 66' King 73' Mills 77' Campbell 90' | Report |         | Tehelné pole, Bratislava rozhodčí: Stéphane Bre (Francie) |

| 29. května 2000 |        |            |                                                                  |
| Itálie          | 1:1    | Slovensko  | Štadión Pasienky, Bratislava rozhodčí: Dieter Schoch (Švýcarsko) |
| Baronio 17'     | Report | Babnič 73' | Štadión Pasienky, Bratislava rozhodčí: Dieter Schoch (Švýcarsko) |

| 1. června 2000 |        |                                            |                                                            |
| Turecko        | 1:3    | Itálie                                     | Tehelné pole, Bratislava rozhodčí: Valentin Ivanov (Rusko) |
| Akın 56'       | Report | Spinesi 14' Baronio 35' (pen.) Ventola 82' | Tehelné pole, Bratislava rozhodčí: Valentin Ivanov (Rusko) |

| 1. června 2000 |        |                       |                                                                 |
| Anglie         | 0:2    | Slovensko             | Štadión Pasienky, Bratislava rozhodčí: Herbert Fandel (Německo) |
|                | Report | Babnič 67' Németh 74' | Štadión Pasienky, Bratislava rozhodčí: Herbert Fandel (Německo) |

## Play off

### O 3. místo
| 4. června 2000 |        |           |                                                                      |
| Španělsko      | 1:0    | Slovensko | Štadión Pasienky, Bratislava rozhodčí: Leslie Irvine (Severní Irsko) |
| Ferron 58'     | Report |           | Štadión Pasienky, Bratislava rozhodčí: Leslie Irvine (Severní Irsko) |

### Finále
| 4. června 2000 20:30 |        |                      |                                                                |
| Česko                | 1:2    | Itálie               | Tehelné pole, Bratislava rozhodčí: Karl-Erik Nilsson (Švédsko) |
| Došek 51'            | Report | Pirlo 42' (pen.) 81' | Tehelné pole, Bratislava rozhodčí: Karl-Erik Nilsson (Švédsko) |